# 天主教門多薩總教區
天主教門多薩總教區（拉丁語：Archidioecesis Mendozensis）是阿根廷一個羅馬天主教教省總教區，下轄兩個教區。是該國十四個總教區之一。
1934年4月20日升為教區。1961年4月10日升為總教區。
總教區範圍包括門多薩省北部十五市。2004年有教友1,145,000人（佔轄區總人口83.4%）、六十二個堂區、162名司鐸。現任教區總主教為卡洛斯·馬利亞·弗蘭吉尼。